# Mustafa Ndroqi
Mustafa Bëssj Ndroqi (urodzony jako Mustafa Mancaku) – jeden z przywódców powstania w Albanii z 1914 roku, przewodniczący Rady Generalnej.

## Życiorys
Mustafa Ndroqi był jednym z przywódców powstania w Albanii z 1914 roku, którego celem było między innymi pozbawienie władzy ówczesnego księcia Wilhelma zu Wieda. Po opuszczeniu przez niego Albanii dnia 3 września tego roku, Ndroqi powołał powstańczy rząd 8 dni później, na którego czele stał do 5 października.